# Есе ле Нанси
Есе ле Нанси (фр. Essey-lès-Nancy) насеље је и општина у североисточној Француској у региону Лорена, у департману Мерт и Мозел која припада префектури Нанси.
По подацима из 2011. године у општини је живело 8505 становника, а густина насељености је износила 1480,42 становника/km². Општина се простире на површини од 5,75 km². Налази се на средњој надморској висини од 210 метара (максималној 363 m, а минималној 199 m).

## Демографија
| 1962. | 1968. | 1975. | 1982. | 1990. | 1999. | 2011. |
| ----- | ----- | ----- | ----- | ----- | ----- | ----- |
| 4.303 | 4.660 | 7.480 | 7.447 | 7.378 | 7.310 | 8.505 |

График промене броја становника у току последњих година